# 竹山祐太郎
竹山 祐太郎（たけやま ゆうたろう、1901年4月25日 - 1982年7月7日）は、昭和期の政治家。元建設大臣・静岡県知事。長男は元参議院議員の竹山裕。

## 来歴・人物
静岡県磐田郡見付町（現・磐田市）に、農業・竹山宗一郎の長男として生まれる。中泉農業学校（現・静岡県立磐田農業高等学校）を経て、1922年東京帝国大学農学部実科（1935年東京高等農林学校として独立、現・東京農工大学）を卒業。農商務省に入省する。農林技官として、1930年代の農山漁村経済更生運動（いわゆる“自力更生運動”）に取り組み、全国各地を回った。1941年からは東京高等農林学校教授を兼任した。
1945年農林省を退官し、全国農業会指導部長となる。1946年、第22回衆議院議員総選挙に日本協同党から旧静岡全県1区にて立候補し初当選（当選同期に小坂善太郎・二階堂進・江崎真澄・小沢佐重喜・石井光次郎・坂田道太・水田三喜男・村上勇・原健三郎・川崎秀二・井出一太郎・早川崇・中野四郎など）。以後連続9回当選。1948年国民協同党書記長。その後改進党に所属し、1953年には農林省時代より面識のあった松村謙三幹事長の下で副幹事長となり、以後松村に付き従う。1954年第1次鳩山内閣にて建設大臣として初入閣する。建設相時代の功績として日本住宅公団・日本道路公団の設立があるが、これらはいずれも竹山の構想にもとづくものである。保守合同後は松村・三木派に所属し、自由民主党国会対策委員長、副幹事長等を歴任するかたわら、古井喜実らとともに松村側近として、日中国交回復推進に尽力した。
1967年、静岡県知事選に当選する。在任中に田子の浦港ヘドロ公害に取り組む。国立医科大学県内誘致の際には県議会での静岡市への誘致決定を独断で覆し、浜松市に誘致したため県中部、東部の与党県会議員が集団離党するという騒ぎを起こす。2期目途中の1974年、参議院議員の任期切れが近づいていた山本敬三郎にスムーズに禅譲するため知事を退任、そのまま政界を引退する。
1971年勲一等瑞宝章受章。
1982年7月7日死去。享年81。